# 孔膜首鱈
孔膜首鱈，為輻鰭魚綱鱈形目鼠尾鱈科的其中一種，分布於中東太平洋夏威夷群島海域，屬深海底棲性魚類，深度450-799公尺，體長可達57.5公分，棲息在底中層水域，生活習性不明。

## 扩展阅读
維基物種上的相關：孔膜首鱈